# سيمبل تيكست (محرر نصوص)
يعتبر سيمبل تيكست محرر النصوص الافتراضي في نظام أبل ماكينتوش لغاية الإصدارة 7 من هذا النظام ويسمح سيمبل تيكست بتحرير النصوص وتنسيقها ويشمل ذلك عمليات التنسيق المعروفة من وضع خطوط تحت الكلمات والسماح بكتابة نصوص مائلة ونصوص غامقة وغير ذلك من أدوات تنسيق النصوص المعروفة وقد تم تطويره لدمج ميزات ووظائف الإصدارات المختلفة من محرر النصوص تيتش تيكست والذي بدوره تم تطويره بواسطة مجموعات تطوير مختلفة في شركة أبل.
و يمكن اعتبار سمبل تيكست مشابه لتطبيق وورد باد في أنظمة ميكروسوفت ويندوز.

## المزايا والوظائف
في نسخه المتأخرة اكتسب سمبل تيكست امكانيات إضافية لدعم خاصية القراءة فقط (و هي خاصية تسمح للمستخدمين بقراءة الملفات دون القدرة على التعديل عليها أو حفظها) في الملفات من نوع بيكت (PICT Files) ويضاف إليها أيضاً الملفات من أنواع كويك درو جي أكس (Quickdraw GX) وكويك درو كيو تي اَي أف (Quickdraw QTIF) بالإضافة إلى ثري دي أم أف (3DMF) وحتى ملفات الفيديو من نوع كويك تايم (QuickTime movies).
و يملك سيمبل تيكست القدرة على تسجيل ملفات صوتية قصيرة (لا تتعدى ال 24 ثانية) ومن ثم استخلاص الكلمات الإنجليزية من الملف باستخدام نظام التصنيع الصوتي بلاين توك المخصص للعمل على أنظمة أبل. وأما بالنسبة للمستخدمين اللذين يريدون استخدام ملفات صوتية ذات مدة زمنية أطول فقد كان عليهم استخدام برنامج مفصول عن محرر النصوص لإنشاء الملف الصوتي ومن ثم استخلاص الكلمات من الملف باستخدام برنامج رز إديت.

## التاريخ
تطور سيمبل تيكست من محرر النصوص تيتش تيكست والمستمد بدوره من تطبيق «إديت» وهو عبارة عن محرر نصوص تم تنصيبه في الإصدارات الأولى من نظام تشغيل ماكينتوش بهدف توضيح استخدامات الواجهات التطبيقية في النظام.

## أوجه التشابه والإختلاف بين سيمبل تيكست وتيتش تيكست
يكمن الفرق الرئيسي بين سيمبل تيكست وتيتش تيكست في عملية تنسيق النصوص (Text Styling) حيث امكن لسيمبل تيكست دعم أكثر من نوع من أنواع الخطوط والأحجام في نفس ملف التحرير بينما تيتش تيكست كان يدعم نوع واحد فقط من أنواع الخطوط في وثيقة التحرير الواحدة.
و قد أسهم هذا الفرق في انتشار وتوسيع رقعة استعمال سيمبل تيكست عالمياً فعلى السبيل المثال أصبح المستخدمون الصينيون يستطيعون تحرير النصوص باستخدام الحروف الصينية التقليدية وفي نفس وثيقة التحرير يستطيعون أيضاً استخدام الحروف الصينية المبسطة.
و يتشابه سيمبل تيكست وتيتش تيكست في الحجم الأقصى لملف وثيقة تحرير النصوص حيث أنهما لا يدعمان ملفات الوثائق التي يزيد حجمها عن 32 كيلوبايت وذلك على الرغم من أن الصور في الوثائق قد تزيد حجم الملف إلى أكثر من ذلك الحد.
و في ماك أو أس أكس تم استبدال سيمبل تيكست بالمحرر الأكثر قوة «تيكست إديت» والذي باستطاعته القيام بوظائف القراءة والتحرير على أنواع أكثر من الملفات وتجدر الإشارة هنا إلى أن ماك أو أس أكس يتضمن بالإضافة إلى تيكست إديت محررات النصوص المسندة إلى واجهات سطر الأوامر مثل فيم وبيكو وهذه المحررات شائعة الاستخدام في أنظمة التشغيل الشبيه بيونكس.
و قد قامت شركة أبل بفتح الشيفرة المصدرية لنسخة كاربون عن سيمبل تيكست في مجموعة أدوات التطوير بالإصدارة 10.3 المسمى «بانثر (Panther)» وفي حال تنصيب مجموعة الأدوات على النظام يمكن إيجاد هذه النسخة على المسار (Developer/Examples/Carbon/SimpleText/).